# Boykin
Boykin – jednostka osadnicza w Stanach Zjednoczonych, w stanie Alabama, w hrabstwie Wilcox.